# إقليم جنوب الساحل الكاريبي المستقل
إقليم جنوب الساحل الكاريبي المستقل هو أحد الإقليمين المستقلين في نيكاراغوا وعاصمته الإدارية هي بلوفيلدز.

## التاريخ

### الغزو الإسباني
في الثاني عشر من أيلول 1502، وصل كريستوفر كولومبوس إلى الساحل الكاريبي لنيكاراغوا، عند نقطة كابو غراسياس ديوس، ثم التف إلى مصب ريو غراندي دي ماتاجالبا. وقد استقر المستوطنون الأصليون في تلك الأراضي.

### الاستعمار الإنجليزي
بدأ الإنجليز احتلال الموسكيتيا، منذ عام 1633 بمعارضة من التاج الإسباني، عندما قام القبطان الإنجليزي سوسكس كاموك، بتأسيس مستعمرة تجارية بين الميسكيتوس ، سميت في عام 1644 باسم «المهد».
ظهرت أولى المستعمرات الإنجليزية في بلوفيلدز وكابو غراسياس ديوس، وكانت تتألف من عدد قليل من البيض والهنود وأغلبية سوداء. وانخرط الإنجليز في التجارة والزراعة على ضفاف نهر كوكو ونهر إسكونديدو فزرعوا قصب السكر.

### إعادة الدمج في نيكاراغوا
في 12 فبراير 1894، خلال حكم خوسيه سانتوس زيلايا، استولى 350 جندي نيكاراغوي تحت قيادة الجنرال ريغوبيرتو كابيزاس على مدينة بلوفيلدز. واستولوا على المباني الحكومية، ثم رفعوا علم نيكاراغوا. وذكر المفوض العام لنيكاراغوا كارلوس لاكايو أن سبب احتلال بلوفيلدز هي أن السود الجامايكيين يحكمونها بصورة سيئة.

### إدارة زيلايا
حتى عام 1986، كان الإقيلم متحداً مع إقيلم شمال البحر الكاريبي في مقاطعة زيلايا السابقة.

## جغرافيا
تقع الإدارة في جنوب شرق نيكاراغوا، وتبلغ مساحتها 27260 كم2 وتطل المحيط الأطلسي من الشرق.

### الموقع
يحده الإدارات التالية:
- إقليم شمال الساحل الكاريبي المستقل من الشمال
- إدارة ريو سان خوان من الجنوب والجنوب الشرقي
- إدارات ماتاغلبا وشونتالس وبواكو من الغرب

## ديموغرفيا
يبغ عدد سكان الإقليم 408،000 نسمة وفقا لأحدث التقديرات، والإقليم في المرتبة السابع من حيث كثافة السكانية في نيكاراغوا بعد إدارات ماناغوا، ماتاغلبا، شمال الساحل الكاريبي المستقل، خينوتيغا، تشينانديغا وليون.
| التعداد التاريخي لسكان لإقليم جنوب الساحل الكاريبي المستقل | التعداد التاريخي لسكان لإقليم جنوب الساحل الكاريبي المستقل |
| السنة                                                      | عدد السكان                                                 |
| ---------------------------------------------------------- | ---------------------------------------------------------- |
| 1995                                                       | 272,252                                                    |
| 2005                                                       | 306,510                                                    |
| 2019                                                       | 408,326                                                    |

سكانها متعددو الثقافات واللغات ينحدرون من الشعوب الأصلية، والمهاجرون الأفرو-كاريبيون يشكلون بشكل رئيسي (81٪)، الكريول (8.5٪)، المسكيتوس (6.5٪)، المايا (2٪)، أخرى (2٪).

## المناخ
يتميز إقليم جنوب الساحل الكاريبي بأنه الأكثر رطوبة؛ وتتراوح مقدار الهطول السنوي 2500 ملم في الجزء الشمالي منه، ويصل إلى أكثر من 5000 ملم في أقصى الجنوب الشرقي. وتسجل الكميات القصوى لهطول الأمطار في شهري يوليو وأغسطس والحد الأدنى بين مارس وأبريل.

## التقسيم الإداري
ينقسم إقليم جنوب الساحل الكاريبي المستقل إدارياً إلى اثنى عشر بلديات:
| البلدية                    | المساحة   | تعداد السكان 1995 | تعداد السكان 2005 | تعداد السكان 2019 |
| -------------------------- | --------- | ----------------- | ----------------- | ----------------- |
| بلوفيلدز                   | 4,775 كم² | 37,254 نسمة       | 45,547 نسمة       | 57,303 نسمة       |
| ديسمبوكادورا دي ريو غراندي | 1,738 كم² | 3,151 نسمة        | 3,585 نسمة        | 4,010 نسمة        |
| ال أيوتي                   | 831 كم²   | -                 | 12,417 نسمة       | 18,88 نسمة        |
| الراما                     | 3,753 كم² | -                 | 52,482 نسمة       | 58,564 نسمة       |
| إل تورتوجويرو              | 3,403 كم² | 9,402 نسمة        | 22,324 نسمة       | 51,420 نسمة       |
| ايسلي ديل مايز             | 9 كم²     | 5,336 نسمة        | 6,626 نسمة        | 7,692 نسمة        |
| تل كوكرا                   | 1,193 كم² | 7,455 نسمة        | 8,789 نسمة        | 9,984 نسمة        |
| لا كروز دي ريو غراندي      | 3,449 كم² | 13,642 نسمة       | 23,284 نسمة       | 42,206 نسمة       |
| لاجونا دي بيرلاس           | 1,963 كم² | 6,253 نسمة        | 10,676 نسمة       | 19,035 نسمة       |
| مويل دي لوس بويز           | 1,380 كم² | 23,252 نسمة       | 22,082 نسمة       | 24,348 نسمة       |
| نويفا غينيا                | 2,677 كم² | -                 | 66,936 نسمة       | 78,947 نسمة       |
| بيواس                      | 2,089 كم² | -                 | 31,762 نسمة       | 36,229 نسمة       |